# Wahlen in Uruguay 2009
Die Präsidentschafts- und Parlamentswahl in Uruguay 2009 fand am 25. Oktober (1. Wahlgang) und 29. November (Stichwahl) statt. Gewählt wurden der Präsident, der Vizepräsident, 30 Senatoren und 99 Abgeordnete.
Die Kandidaten für die Präsidentschaftswahl wurden in den Vorwahlen bestimmt.  Sie fand am 28. Juni 2009 statt.
Da keiner der Präsidentschaftskandidaten die absolute Mehrheit erhielt, fand am Sonntag, dem 29. November 2009 eine Stichwahl statt.

## Vorwahlen
Die Vorwahlen waren Wahlen, die von den Parteien in Uruguay durchgeführt wurden, um landesweit die Kandidaten für die Präsidentschaftswahl zu bestimmen. Bei jeder Partei handelte es sich um landesweite Wahlen, bei denen Delegierte gewählt wurden, die dann über den Kandidaten an einem nationalen Parteitag entschieden. Diese Vorwahlen sind auch für die Kommunalwahlen 2010 entscheidend.
Es gab mehrere Vorkandidaten:

### Frente Amplio
- José Mujica (Sieger)
- Danilo Astori
- Marcos Carámbula

### Partido Nacional
- Luis Alberto Lacalle (Sieger)
- Jorge Larrañaga
- Irineu Riet Correa

### Partido Colorado
- Pedro Bordaberry (Sieger)
- Luis Hierro López
- José Amorín Batlle
- Daniel Lamas
- Pedro Etchegaray
- Eisenhower Cardoso Sosa

### Partido Independiente
- Pablo Mieres

### Asamblea Popular
- Raúl Rodríguez Leles da Silva

### Cuatro Puntos Cardinales
- Alejandro Sánchez

### Partido de los Trabajadores
- Rafael Fernández

### COMUNA
- Mario Rossi Garretano

## Ergebnis

Mandate nach Departamentos

| Parteien                | Parteien              | Kandidaten                   | 2. Wahlgang | 2. Wahlgang | 1. Wahlgang | 1. Wahlgang | Mandate | Mandate |
| Parteien                | Parteien              | Kandidaten                   | Stimmen     | %           | Stimmen     | %           | Kammer  | Senat   |
| ----------------------- | --------------------- | ---------------------------- | ----------- | ----------- | ----------- | ----------- | ------- | ------- |
|                         | Frente Amplio         | José Mujicagewählt           | 1.197.638   | 53,5        | 1.105.262   | 49,3        | 50      | 16      |
|                         | Partido Nacional      | Luis Alberto Lacalle Herrera | 994.510     | 44,4        | 669.942     | 29,9        | 30      | 9       |
|                         | Partido Colorado      | Pedro Bordaberry             |             |             | 392.307     | 17,5        | 17      | 5       |
|                         | Partido Independiente | Pablo Mieres                 |             |             | 57.360      | 2,6         | 2       | –       |
|                         | Asamblea Popular      | Raúl Rodríguez               |             |             | 15.428      | 0,7         | –       | –       |
| Gesamt                  | Gesamt                | Gesamt                       | 2.192.148   | 100         | 2.240.299   | 100         | 99      | 30      |
|                         |                       |                              |             |             |             |             |         |         |
| Quelle: Corte Electoral |                       |                              |             |             |             |             |         |         |

| Wahl zur AbgeordnetenkammerInsgesamt 99 Sitze - FA: 50 - PI: 2 - PC: 17 - PN: 30 | Wahl zum SenatInsgesamt 30 Sitze - FA: 16 - PC: 5 - PN: 9 |